# Javier Peña
Javier F. Peña (* 1958 in Kingsville, Texas) ist ein pensionierter US-amerikanischer Agent der Drug Enforcement Administration (DEA), der mit seinem ehemaligen Kollegen Steve Murphy und der kolumbianischen Nationalpolizei gegen Pablo Escobar und das Medellín-Kartell ermittelte.

## Leben
Peña ist im texanischen Kingsville geboren und aufgewachsen und besuchte die Texas A&I University (jetzt Texas A&M University-Kingsville), wo er Soziologie und Psychologie studierte. Peña diente von 1977 bis 1984 als Deputy Sheriff für das Webb County Sheriff’s Office und setzte dann seinen Dienst bei der DEA bis zu seiner Pensionierung im Januar 2014 fort. Im Jahr 2019 veröffentlichte er das Buch Manhunters: How We Took Down Pablo Escobar, das er zusammen mit Steve Murphy verfasst hat.
Peña war an den Ermittlungen gegen Pablo Escobar und das Medellín-Kartell beteiligt. Nach Abschluss dieser Ermittlungen arbeitete Peña für die DEA mit weiteren Einsätzen in Puerto Rico, Texas und Kolumbien. Peña ging 2014 bei der DEA in den Ruhestand.

## Darstellung
Er ist eine der Hauptfiguren in den drei Staffeln der Netflix-Fernsehserie Narcos, in der sein Charakter von Pedro Pascal dargestellt wird. Peña selbst wirkte als Berater an der Serie mit. Er hat einen Cameo-Auftritt in der letzten Folge von Staffel 2, ¡Al fin cayó!, neben Murphy.
Peña war nicht an den Aktivitäten der DEA gegen das Cali-Kartell beteiligt; seine Beteiligung an den Ermittlungen in der dritten Staffel der Netflix-Serie ist eine fiktive Darstellung.